# Poliobrya
Poliobrya är ett släkte av fjärilar. Poliobrya ingår i familjen nattflyn.
Kladogram enligt Catalogue of Life:
| Poliobrya | \| \| Poliobrya mesoglauca \| \| \| \| \| \| Poliobrya patula \| \| \| \| |
|           | \| \| Poliobrya mesoglauca \| \| \| \| \| \| Poliobrya patula \| \| \| \| |
|           | Poliobrya mesoglauca                                                      |
|           |                                                                           |
|           | Poliobrya patula                                                          |
|           |                                                                           |